# Salvatore Ottolenghi (avvocato)
Salvatore Ottolenghi (Asti, 4 luglio 1831 – Milano, 20 marzo 1895) è stato un avvocato e politico italiano.

## Biografia
Nato nel 1831 ad Asti, allora facente parte della provincia di Alessandria, diventò avvocato e in seguito fu eletto Senatore del Regno nel 1891. Coprì molte altre cariche pubbliche, tra cui quella di presidente della "Società nazionale di mutuo soccorso tra gli impiegati", in questo caso per ben 24 anni.
Alla sua morte, avvenuta nel 1895, lasciò una ricchissima collezione di testi legali, composta di 1335 volumi e 228 opuscoli. Alla morte della moglie, Fanny Finzi, nel maggio 1919, gli eredi donarono il tutto alla Biblioteca Nazionale Braidense, dove si trova tuttora.